# Dimorfismo ecológico
Existen dos tipos de dimorfismos ecológicos, el primero es el dimorfismo ecológico en relación con el ambiente (por ejemplo la filoxera) y el segundo, el dimorfismo ecológico en relación con las costumbres de vida (por ejemplo la forma solitaria y gregaria en el caso de los lobos y los saltamontes).